# Thomas Henry Howard
Thomas Henry Howard (ur. 17 lipca 1849, zm. 1 lipca 1923) – angielski duchowny protestancki.
Pochodził z Ilkeston (Derbyshire). W 1881 wstąpił do Armii Zbawienia. W 1884 roku został wysłany do Australii. Od 1886 do 1889 był dowódcą Armii Zbawienia na Australię. W okresie późniejszym pracował między innymi jako komisarz w Wielkiej Brytanii. Pełnił funkcję szefa sztabu Armii (1912-1919). Otrzymał (1920) kościelny Order Założyciela.